# Fontanário da Mendiga
O Fontanário da Mendiga fica localizado no Largo da Fonte, na freguesia de Arrimal e Mendiga, em pleno Parque Natural das Serras de Aire e Candeeiros. O fontanário foi edificado na década de 1950 e é abastecido por água pluviais recolhidas e filtradas nos "Telhados de Água", garantindo à população local o acesso gratuito a água potável.